# Tedde Berg
Richard Theodor ("Tedde") Berg,  född den 18 augusti 1869 i Värsås församling, Skaraborgs län, död den 9 januari 1946 i Skövde, var en svensk militär.
Berg blev underlöjtnant vid Västgöta regemente 1890 och löjtnant vid Göta trängbataljon 1893, vid Wendes trängbataljon 1896. Han blev kapten vid sistnämnda förband, som då bytt namn till Skånska trängkåren, 1905. Berg blev major i trängen 1916 och överstelöjtnant vid trängen 1918. Han var chef för Norrlands trängkår 1917–1918 och för Göta trängkår 1919–1924. Berg befordrades till överste i armén sistnämnda år.  Han var styrelseledamot 1927–1944 (ordförande från 1942) i Skövde sparbank och verkställande direktör i Systemaktiebolaget i Skövde 1924–1937, ordförande där 1937–1940. Berg var under flera år stadsfullmäktig och drätselkammarledamot i Skövde stad. Han blev riddare av Svärdsorden 1911 och av Nordstjärneorden 1934. Berg vilar på Sankta Elins kyrkogård i Skövde.